# Irene Wedell
Irene Suzanne lensgrevinde Wedell(-Wedellsborg), født baronesse Raben-Levetzau (19. oktober 1932 i Beldringe Sogn – 11. juli 2010) var en dansk erhvervsleder og kammerdame, gift med Tido Wedell og mor til tvillingerne Bendt Wedell og Christiane Wedell. Hun var søster til Frederik Raben-Levetzau.

## Liv
Irene Wedell var datter af baron Johan Raben-Levetzau og hustru Ida Marie "Misser" Ingeborg f. Konow (13. september 1903 i København – 3. april 1993), tog 1949 realeksamen fra Rygaards Franske Skole og var 1949-50 på studieophold på Belmont House i England og i Paris. Hun blev gift 18. januar 1958 i Kettinge Kirke med lensgreve Tido Wedell.
1961-79 var hun næstformand for menighedsrådet ved Hammel Kirke. Da hendes mand døde i 1982, var sønnen Bendt kun syv år gammel. Sønnen blev officielt ejer af godserne, men Irene Wedell blev direktør for godsernes driftsselskab Wefri A/S og Frijsenborg og Wedellsborg Land- og Skovbrug og fra samme år formand for Lensgreve Karl Wedells Stiftelse og Comtesse Agnes's Stiftelse. Dermed stod hun i spidsen for driften af landets største landbrugsejendom. Hun var direktør helt frem til 2002, hvor Bendt Wedell overtog alle disse hverv.

## Velgørenhed
Irene Wedell var optaget af velgørenhed og holdt flere gange åbent hus på Frijsenborg, hvor hun rejste store summer, som blev doneret til velgørenhed, især til Dansk Røde Kors og Dansk Flygtningehjælp. Hun var præsident for Sindslidendes Fond. Da lensgrevinden i 2000 konverterede til katolicismen, begyndte hun at yde stor støtte til den katolske præst fader Brennans arbejde for gadepiger i Thailand. Da han blev beskyldt for pædofili, stiftede Irene Wedell sammen med blandt andre musikeren Johnny Reimar Den Danske Pattaya Fond, så børnene stadig kunne få hjælp – pædofilianklager eller ej.

## Hæder
Hun var 1984 attacheret H.M. Dronning Beatrix af Holland, fik samme år Oranje-Nassau Ordenen og blev 9. november 1992 Ridder af Dannebrog. 1997 blev hun som den første nogensinde udnævnt til kammerdame. I 2010 døde hun af leverkræft. Hun blev begravet på Husby Kirkegård med deltagelse af bl.a. H.M. Dronning Margrethe og Prins Henrik.